# Segundo movimiento independentista en San Salvador de 1814

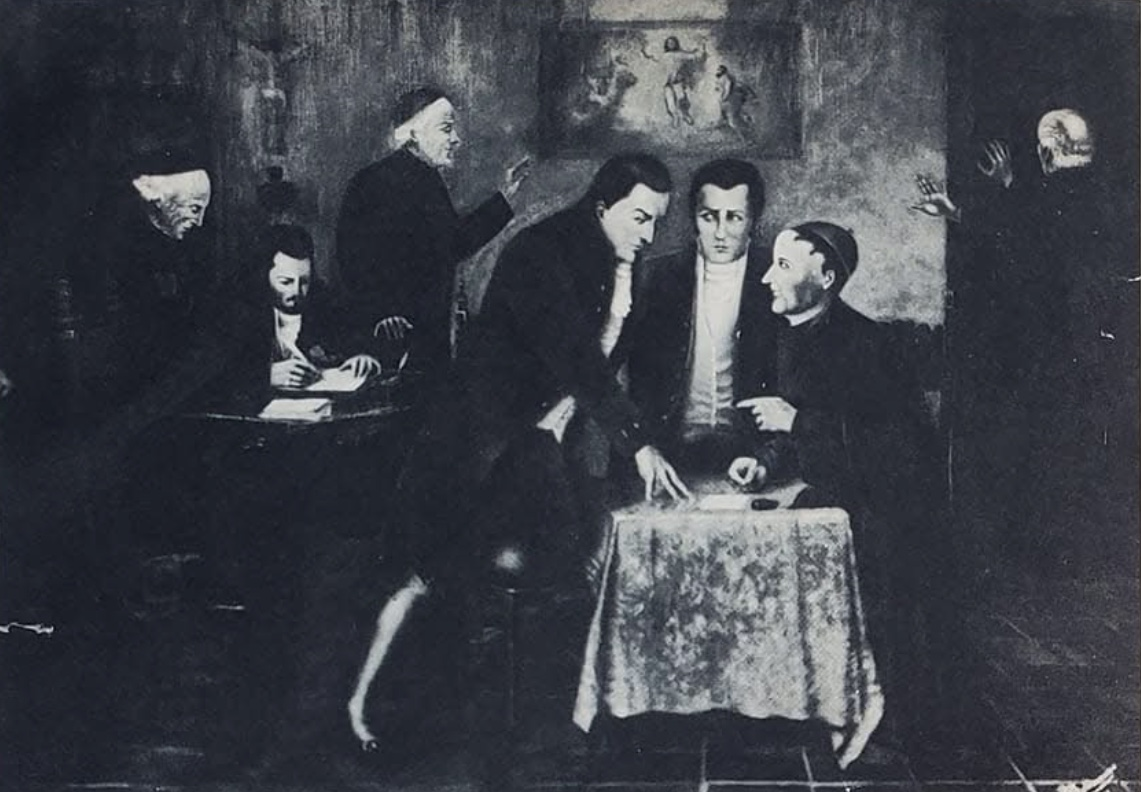
Conspiración de 1814; Primer Plano Manuel Jose Arce, Domingo Antonio Lara, Presbítero Dr Matías Delgado, Al fondo Los Hermanos Aguilar y Juan Manuel Rodríguez.

El Segundo movimiento independentista de San Salvador de 1814, conocido también como el segundo grito de independencia, fue la segunda de las sublevaciones ocurridas en la ciudad de San Salvador, con el objetivo de lograr la autonomía con respecto a las autoridades de la corona española.
Este movimiento estaría liderado por el ayuntamiento de San Salvador (donde se encontraban como alcaldes ordinarios Juan Manuel Rodríguez y Pedro Pablo Castillo, y como síndico Santiago José Celis), junto con Manuel José Arce y los presbíteros hermanos Aguilar. Desde el último cuarto del siglo XX, en El Salvador, la celebración oficial de este segundo movimiento ha caído en desuso.

## Antecedentes

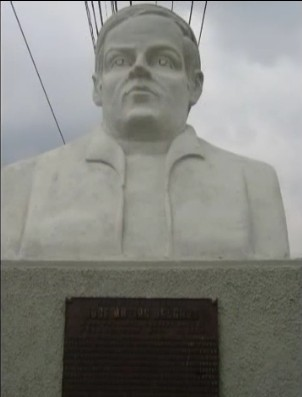
Busto de Jose Matías Delgado, líder del primer movimiento independentista de San Salvador,. No se encontraba en El Salvador en el momento de la segunda insurrección en 1814, y no participó en ella.

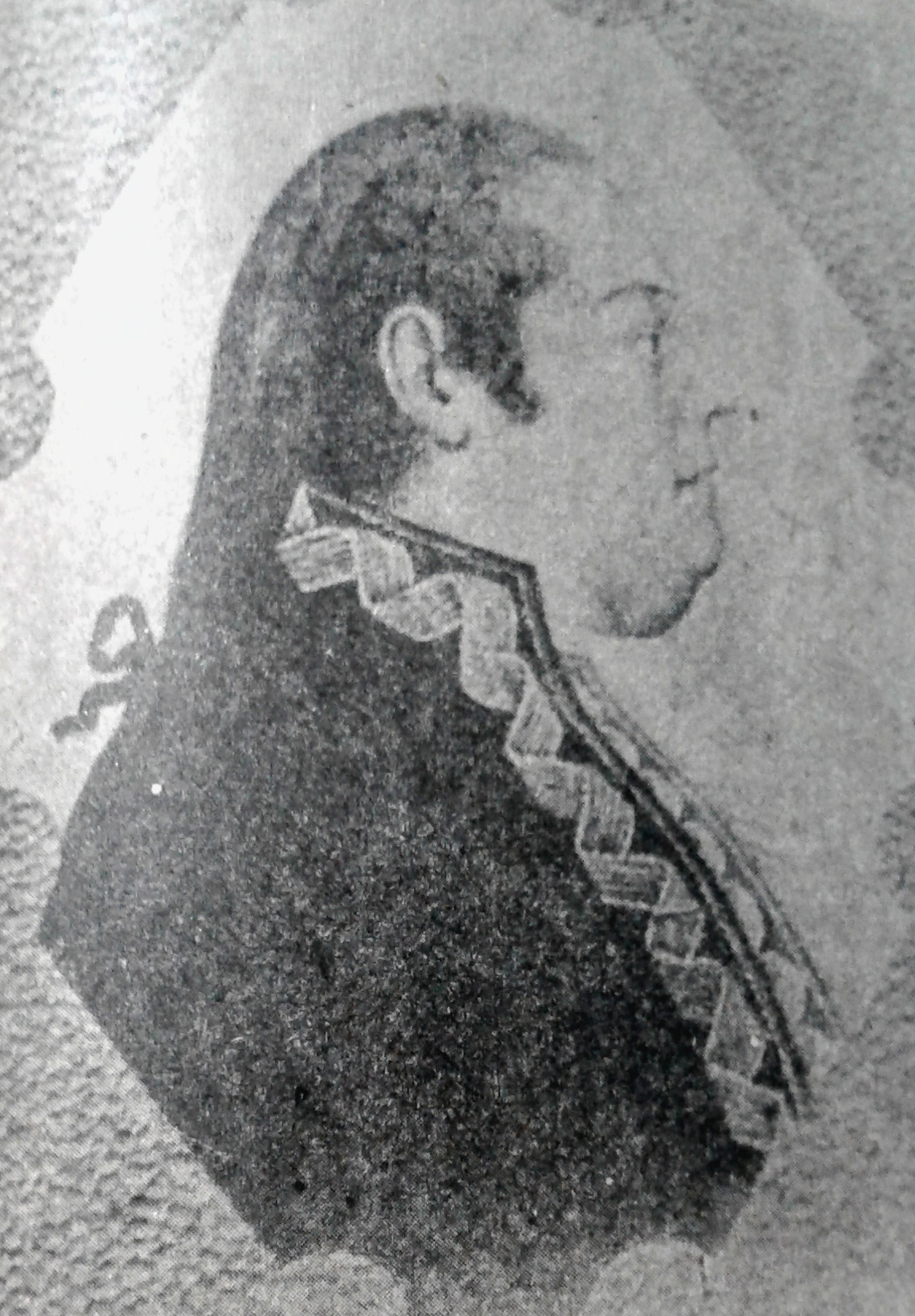
José María Peinado, intendente de San Salvador para el momento del segundo movimiento independentista

El coronel José Alejandro de Aycinena había sido nombrado como intendente interino de San Salvador por el ayuntamiento de Guatemala, con el fin de negociar con los alzados del primer movimiento independentista de 1811, pacificar a la población y asumir el gobierno de la intendencia de San Salvador. Pero para mayo de 1812, el Supremo Consejo de Regencia (que se encargaba del gobierno español en sustitución del rey durante la guerra contra los franceses de Napoleón Bonaparte) lo nombró como consejero de estado; por lo que el ayuntamiento de San Salvador y el de Guatemala solicitaron que José María Peinado (quien era alcalde de primer voto de San Salvador ese año) fuese designado como intendente, lo que fue aceptado por el presidente-gobernador y capitán general de Guatemala José de Bustamante, y posteriormente ratificado por la Regencia.
El 16 de septiembre de 1812 sería recibida la Constitución de Cádiz, así como las reales cédulas del 18 de marzo y 23 de mayo que ordenaban la publicación de la constitución, y el indulto a los participantes del primer movimiento independentista que no habían cometido alguna atrocidad. El 8 de octubre sería jurada la constitución, y ese mismo día el presbítero José Matías Delgado predicaría un sermón acerca de ese suceso. Con la entrada en vigencia de dicha carta magna, los miembros de los ayuntamientos serían electos popularmente, y también quedaría bajo la jurisdicción de los ayuntamientos las cárceles de corte y ciudades; asimismo, se harían elecciones para elegir a los vocales de la diputación provincial de Guatemala, quedando electo por la intendencia de San Salvador el presbítero José Matías Delgado y por la alcaldía mayor de Sonsonate el presbítero José Simeón Cañas, quienes por lo tanto tenían que asentarse en Guatemala para ejercer dicho cargo, quedando instalada la diputación el 3 de septiembre de 1813.
Desde el movimiento independentista de 1811 la situación en la ciudad de San Salvador, y en la Intendencia, era inestable.  Para 1813 la tensión se vivía en las calles de los barrios y se manifestaba periódicamente en los pasquines soltados por los independentistas, debido a la cercanía de las elecciones de las autoridades municipales. Entre los organizadores para alcanzar las sillas edilicias estaban Manuel José Arce (quien más adelante sería electo diputado a las cortes en España, pero no podría realizar ese viaje por falta de fondos) y Pedro Pablo Castillo, junto a otros ciudadanos de los diferentes barrios.
En San Salvador, alrededor del cabildo, se encontraban los cuarteles de Banderas, Dragones, Caballería, y de Voluntarios de Fernando VII; siendo este último organizado luego de los sucesos de 1811, que era un cuerpo paramilitar (es decir que estaba conformada por personas reclutadas, a quienes se les daba entrenamiento militar para sofocar cualquier intento de rebelión contra la monarquía), y cuya organización estuvo a cargo de José Guillermo Castro (quien sería su comandante).
Especial indignación causaba el apresamiento del padre Manuel Aguilar, desde 1811, por las autoridades de la corona bajo el mando del presidente-gobernador y capitán general de Guatemala José de Bustamante.  Era tanta la presión popular que al fin lo dejó en libertad en enero de 1813. A pesar de esto, el sacerdote aún mantenía una actitud rebelde.  Su pensamiento se expresó plenamente en un duro sermón en la iglesia parroquial, el 5 de marzo, ante la feligresía y las autoridades civiles y militares. Entre sus palabras destacaron las siguientes : «Si las autoridades que son las llamadas  a hacer respetar las leyes, son las primeras en violarlas inicuamente ¿qué puede exigírsele al pueblo que presencia tales tropelías? De allí viene necesariamente como lógica consecuencia, la revolución; la lucha sangrienta con todo su séquito de horrores, la persecución , la anarquía.» Ante el sermón las autoridades abandonaron el recinto.
«La efervescencia es incesante» fueron las palabras del intendente de San Salvador José María Peinado, dirigidas  por correspondencia, a las autoridades de la Capitanía General, describiendo las acciones dirigidas hacia su autoridad y la del odiado Cuerpo de Voluntarios. Por otro lado, mientras los independentistas mantenían correspondencia con el General en jefe del Ejército Independiente Mexicano, José María Morelos, el capitán general ordenaba la vigilancia sobre Manuel Aguilar por su encendido discurso.
En diciembre se comenzaría a desencadenar la agitación,  hubo elecciones de alcaldes de barrios, electores y ayuntamiento,  las cuales ganaron los independentistas. De esa forma el ayuntamiento de San Salvador quedó constituido por: los alcaldes ordinarios Juan Manuel Rodríguez (alcalde de primer voto) y Pedro Pablo Castillo (alcalde de segundo voto); los regidores Crisógono Pérez, Felipe Herrera, Manuel José Arce, Tomás Carrillo, Manuel Delgado, Mariano Miranda, y Mariano Zúñiga; y como síndico Santiago José Celis; mientras que como alcaldes de barrio resultaron electos: como alcalde del barrio de la Concepción, Simón Antonio Miranda; del barrio de San Esteban, Albino Berdugo; del de Candelaria, José Cleto Zaldaña; de San José, José Manuel Funes; y de Remedios, Domingo Ramos. El intendente Peinado apeló las elecciones ante el capitán general por no estar conforme. La victoria fue celebrada en la iglesia parroquial por el cura Vicente Aguilar en un solemne tedeum.

## Acontecimientos

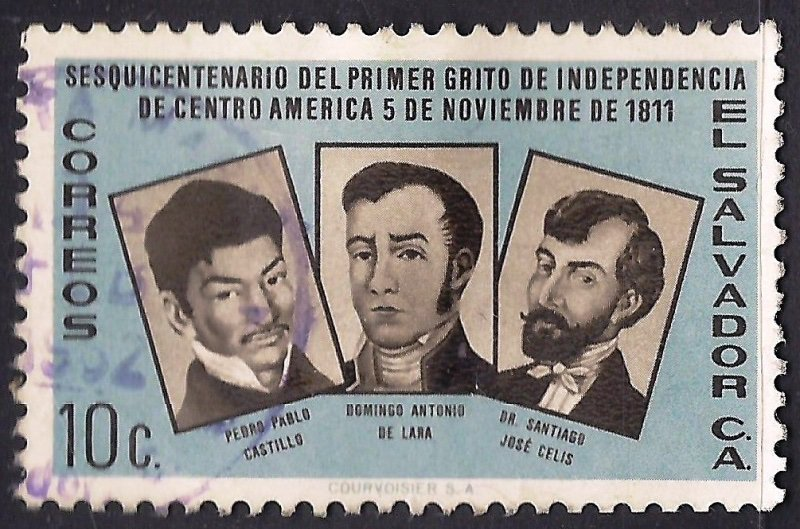
Correo de El Salvador, con la imagen de los independistas: Pedro Pablo Castillo (alcalde segundo de San Salvador en 1814), Domingo Antonio de Lara y Dr. Santiago José de Celis (síndico en 1814), líderes y participantes del movimiento independentista.

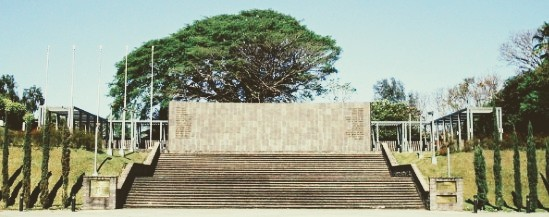
Monumento de los próceres cual contiene los nombres de varios de los partícipes del segundo movimiento independentista.

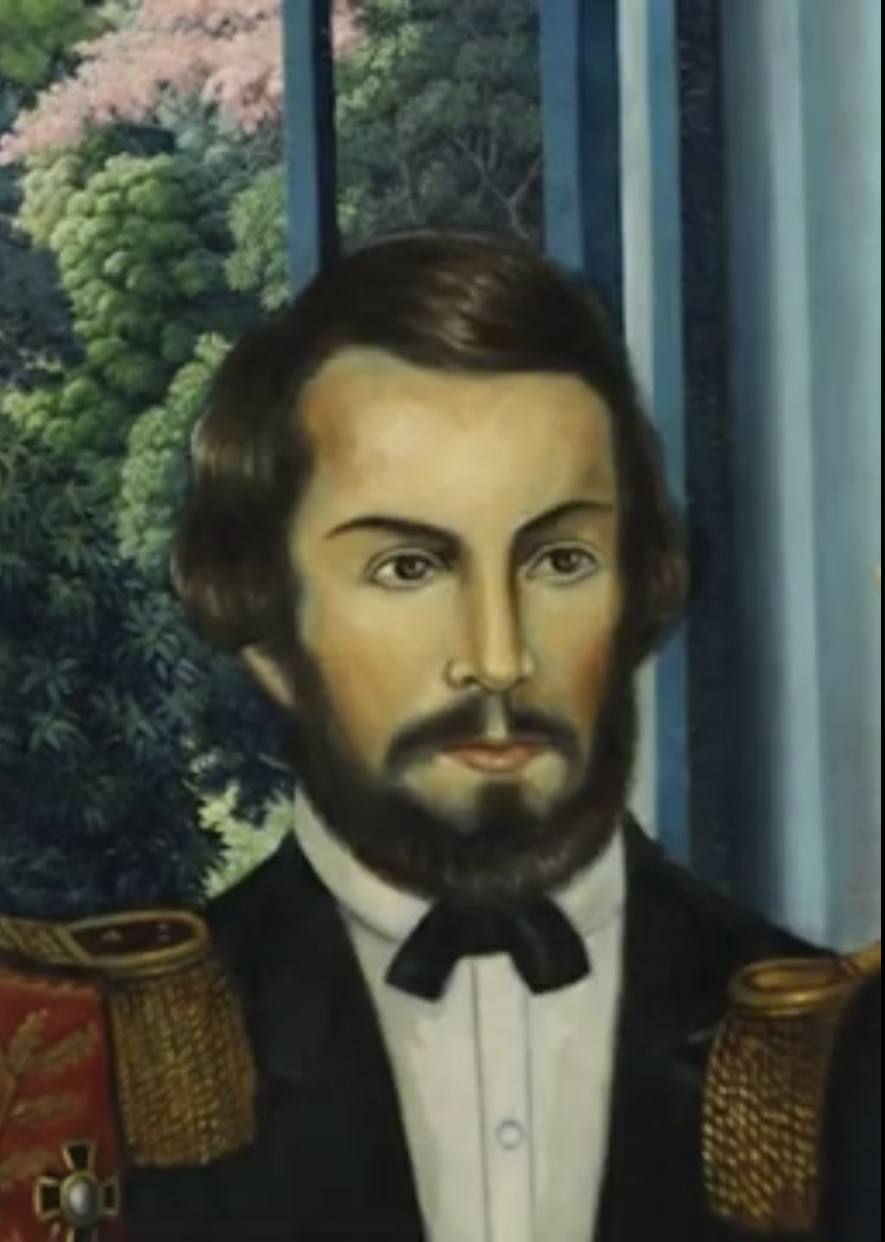
Juan Manuel Rodríguez, alcalde primero de San Salvador en 1814 y uno de los líderes del movimiento independentista

A inicios de enero de 1814, el nuevo cabildo pidió al intendente Peinado que se pusieran bajo su cuidado las armas del  Cuerpo de Voluntarios, y las que se hallaban en poder del sargento de Banderas. Lo que alertaría al intendente Peinado, quien se negaría a realizar dicha petición.
El 16 de enero se reunirían varios de los que apoyaban una nueva insurrección, en la casa de los presbíteros Aguilar (donde posteriormente estaría el cine Libertad), para planificar el modo de llevar a cabo la nueva insurrección y de como quitar las armas al cuerpo de voluntarios.
El 21 de enero el cabo de dragones Pedro Pablo Colorado le avisaría al comandante de ese cuerpo y de las milicias el teniente coronel José Rosi, sobre que se tenían noticias de que se estaba planificando una nueva insurrección. Acto seguido Rosi le comunicaría esa información al intendente Peinado; quien el sábado 22 le ordenó al comandante de banderas el sargento Argote que se pusiese de acuerdo con Rosi, para que con el pretexto de hacer pruebas de fuego sacase 30 fusiles de la sala de armas y las condujese a su cuartel.
El domingo 23 de enero, debido a la inconformidad del intendente por las elecciones de barrios, se volverían a realizar elecciones en algunos de estos; resultando como alcalde del barrio de la Candelaria José Clemente Belloso; del barrio de la Vega, Clemente Mixco; y de San Esteban, Albino Monterroso. Aun así, el intendente Peinado no estuvo conforme con esos resultados; por lo que ese mismo día el intendente ordenaría a Argote que se mantuviera acuertelado, y que el cuerpo de voluntarios sacase sus armas de la sala y las depositase en el cuartel de banderas. Ese mismo día haría concurrir a su casa a los miembros del cabildo, a quienes les prevendría que sabía que estaban planeando una nueva insurrección; despachándoles de su residencia en la medianoche, a la vez que mandaría dos patrullas lideradas por oficiales del cuerpo de voluntarios.
En la noche del día 23, el alcalde del barrio de los Remedios Domingo Ramos había enviado al comisario Francisco Campos para que reuniese a los vecinos del barrio de Candelaria, para que armados con armas blancas estuviesen en el puente de la Vega a la medianoche, pero dicha acción no prosperaría.

### Sucesos del 24 y 25 de enero

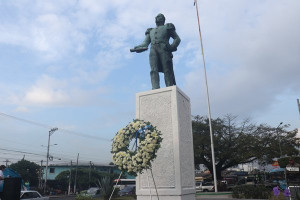
Monumento a Manuel Jose Arce en San Salvador.

El día lunes 24 de enero, en Mejicanos, se reunirían los instigadores en la casa del cura Nicolás Aguilar, entre ellos estaban sus hermanos Manuel y Vicente; Pedro Pablo Castillo, Bernardo José y Manuel Arce, Domingo Antonio de Lara, Juan Manuel Rodríguez, Juan Aranzamendi, Leandro Fagoaga,  Santiago José Celis y Juan de Dios Mayorga. A su vez, Peinado ordenaría la captura del comisario Francisco Campos y de varias personas del barrio de Candelaria; y haría comparecer al alcalde de barrio Domingo Ramos, a quien le despojaría de su barra y lo enviaría a la cárcel; asimismo, ordenaría que se apresara al alcalde segundo Castillo y a José Obispo Campo (quien había sido alcalde de San Salvador en 1813).
Los apresamientos causarían gran conmoción, por lo que la gente acudiría a la ciudad desde el campo y pueblos vecinos. A las cuatro de la tarde, el alcalde primero Juan Manuel Rodríguez se presentaría ante el intendente para solicitarle que se celebrase cabildo abierto con su asistencia, para afrontar los últimos hechos; más adelante, a las 5 de la tarde, Manuel José Arce pediría la libertad de los presos, petición que no sería concedida.
Castillo, quien habría logrado evadir el arresto, haría un llamado general en el ayuntamiento, con lo que la gente se aglutinaría formando grupos en diferentes sectores de la ciudad: frente a la parroquia (hoy iglesia el Rosario), frente al convento de San Francisco (hoy mercado ex cuartel), en la plazuela de la Presentación (actualmente parque Arce), en la plaza de Santo Domingo (hoy Plaza Barrios), y en el puente del río Acelhuate (donde luego estaría la administración de rentas); mientras que los principales insurgentes concurrirían a la sacristía de la parroquia, y para defenderla Castillo haría llamar (por medio de Eucebio Mena) al comisario Silverio de la Tovilla para que con su gente estuviese de guardia.
En la sacristía estaban presentes: los alcaldes Castillo y Rodríguez, Domingo Antonio de Lara, Juan Aranzamendi, Manuel José Arce, y Miguel Delgado; quienes se dispusieron a realizar una junta en el cuarto de los sacristánes, a la que posteriormente se les añadirían Santiago Rosales y Juan Isidoro Hoyos; siendo este último quien se encargaría de escribir lo dictado en esa junta, que sería enviado a las demás poblaciones.
En la noche, ante la situación inestable, Rodríguez solicitaría al intendente que dejase libre a los presos (lo que también sería apoyado por el teniente letrado Juan Miguel de Bustamante), a lo que Peinado accedería; siendo los prisioneros sacados por Miguel Delgado y León, quien los trasladaría primeramente a su casa y luego a la sacristía.
En la casa de Miguel Delgado, estarían además de él, Juan Manuel Rodríguez, Manuel José de Arce, Isidro Morales, el alcalde del barrio San Esteban Albino Monterroso, entre otros. En dicho lugar, Rodríguez daría órdenes para que a las 5 de la mañana se cerrasen todas las bocacalles de la ciudad, para evitar que entrasen los víveres de abastos, y de esa forma los voluntarios dejasen sus armas. Igualmente, Isidro Morales expondría que se podía amarrar las puertas de las casas grandes de la ciudad y ponerles guardia para que no saliesen los que ahí habitaban, ofreciendo para ello 50 hombres que estaban reunidos y preparados en la esquina donde se encontraba la residencia del ya fallecido Manuel de Morales y León.
A las 10 de la noche se reunirían en la sacristía de la parroquia Castillo, Rodríguez, Arce, Santiago José Celis, Miguel Delgado, el alcalde del barrio de Remedios Domingo Ramos, y los habitantes del barrio de la Candelaria que habían estado presos; en dicha reunión Rodríguez daría a conocer que el guardia de la prisión no les había dado el auxilio de 2 soldados que le había pedido. Posteriormente, al tener los presentes cosas que hacer (como el doctor Santiago Celis que tenía que atender a su esposa enferma), fueron dejando la sacristía, dejando únicamente a Castillo; quien más adelante se reuniría con el barbero Santiago Rosales, Isidro Morales, el alcalde del barrio de la Candelaria Clemente Belloso, el regidor primero de Candelaria Diego Taura y otros, con quienes hablaría sobre el plan de cerrar las bocacalles. Asimismo, en un solar propiedad de Arce, se congregarían y agruparían varias personas por el comisario Pedro Nolasco Guzmán Moya, debido a orden de Castillo..
En la medianoche una patrulla del cuerpo de Voluntarios, comandada por el ayudante Benito Martínez, realizarían disparos a la gente que estaba por el convento de San Francisco (hoy mercado ex cuartel), en dicho ataque fallecerían Faustino Anaya y un alguacil llamado Dominguito, y saldría herido Domingo Antonio de Lara. Luego de ello, el cura Manuel Aguilar ordenaría que se tocasen las campanas de la iglesias, siendo éstas tocadas en arrebato; con lo que se produciría una insurrección general.
Luego de saber acerca de los disparos, Castillo ordenaría que saliese toda la gente de la sacristía, quedándose la mayoría en la casa de Miguel Delgado; ahí Arce intentaría acudir al convento de San Francisco, pero sería detenido por Isidro Morales y Santiago Rosales, por lo que en su lugar ordenaría que los que ahí estaban se colocasen en las dos aceras (de la calle donde estaba la residencia de Miguel Delgado) y frente de su solar para que estuviesen a salvo. Más adelante, entraría Arce al zaguán de la parroquia a preparar sus armas; mientras Isidro Morales buscaba animar a la gente que estaba a fuera, y después con Juan  Aranzamendi discutiría si habría que mantener fuego en la zona del cabildo, pero no llegarían a ningún acuerdo.
Castillo asistiría temporalmente a la zona del convento de San Francisco, acompañado de Toribio Anaya, Faustino Camacho, el maestro herrero Flamenco, y los que estaban en el solar de Arce bajo el mando del comisario Pedro Nolasco; en ese lugar buscaría ordenar el tumulto de gente, ordenándoles que se concentrasen en la portada del convento para que no corriesen peligro.
A las dos de la mañana, Arce intentaría asaltar el cuartel de banderas sin éxito, y ante el intendente manifestaría el estado de insurrección; pero Peinado permanecería firme, y dejaría 25 hombres custodiando la sala de armas y 20 el cuartel de banderas, y en la Plaza central de la ciudad (hoy plaza Libertad) dispondría una fuerza 50 dragones, 40 voluntarios, 25 banderas y los oficiales que pudieron acudir. Por otro lado, Clemente Belloso acudiría al presbítero Juan José de Arce, para que intercediese por la tranquilidad pública, pero este le respondería que ya había hecho lo posible.
En la madrugada del 25 de enero, Peinado ordenaría al teniente letrado Juan Miguel de Bustamante que se capturase y procesase por traición al alcalde segundo Castillo; pero este, ayudado por el cura Vicente Aguilar, lograría huir del territorio de la intendencia. Conforme iba clareando el día, el movimiento se iba debilitando.
Los voluntarios dispararían a los campanarios de la parroquia, para que los insurrectos dejasen de tocar las campañas. A lo largo del día 25 se procedió a desalojar a los pelotones, entre los cuales hubo uno donde un hombre logró arrancarle el bastón al comandante de las milicias José Rosi. El intendente había solicitado a San Miguel y San Vicente a que enviasen tropas para detener la insurrección, y esto estuvo a punto de darse, pero el intendente les enviaría un correo diciéndoles que ya no era necesario. Asimismo, se procedería a escoger como nuevos alcaldes al capitán de dragones Domingo Viteri, y al sargento de voluntarios Vicente Miranda; aunque su nombramiento contradecía a la constitución por ser militares.
El 26 de enero  Peinado decretaría la ley marcial y comunicaría al capitán general el estado de insurrección de la ciudad. El 27 de enero hubo aún un amotinamiento de personas en el barrio de La Vega, que sería detenido por el comandante José Rosi. Ese día serían capturados algunos de los líderes del movimiento (a excepción de Castillo), siendo detenidos Juan Manuel Rodríguez, Miguel Delgado, Santiago José Celis, Crisógono Pérez, Santiago Rosales, y Eucebio Mena.

## Sucesos posteriores y consecuencias

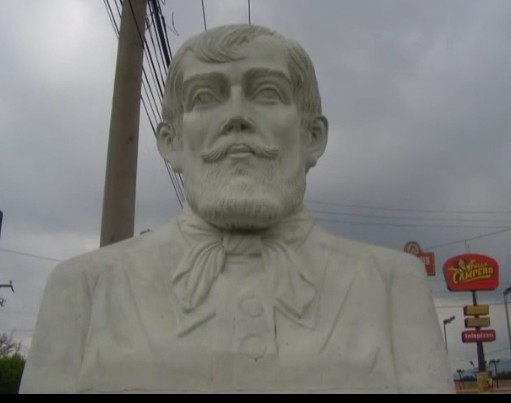
Busto de Celis en San Salvador.

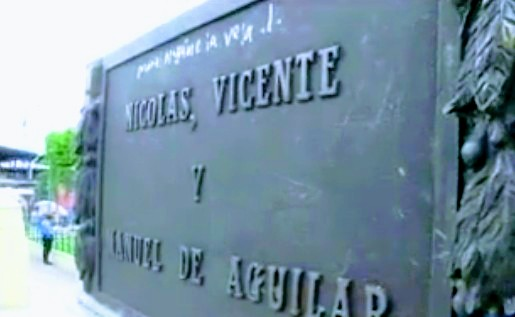
Placa en la plaza Libertad de San Salvador, en honor a los presbíteros hermanos Aguilar

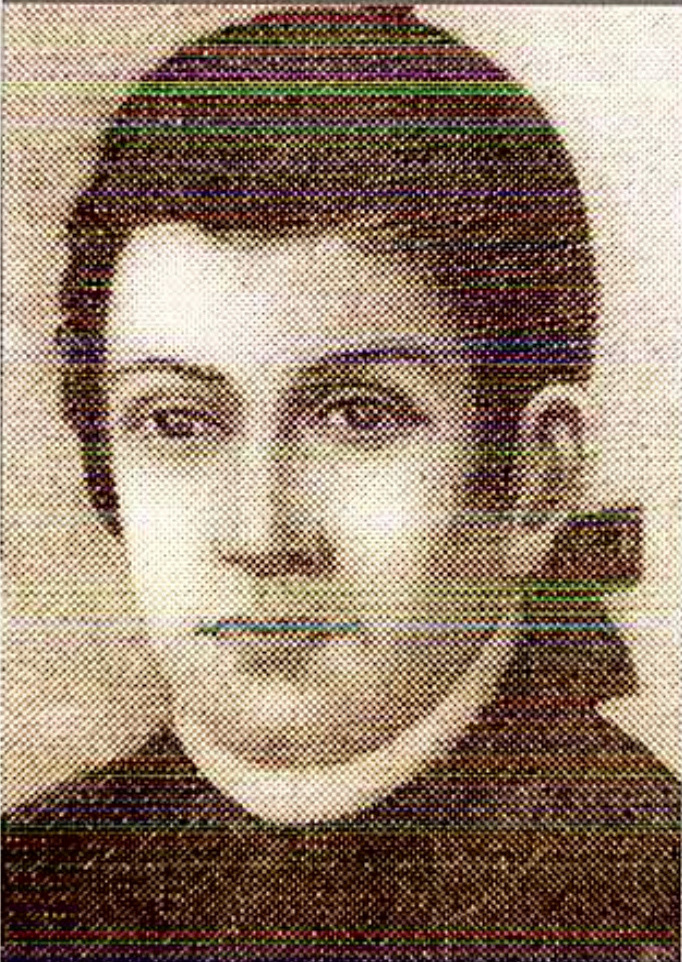
El presbítero Mariano Antonio de Lara quién con su influencia movilizó a los indígenas nonualcos de Zacatecoluca luego del movimiento independentista

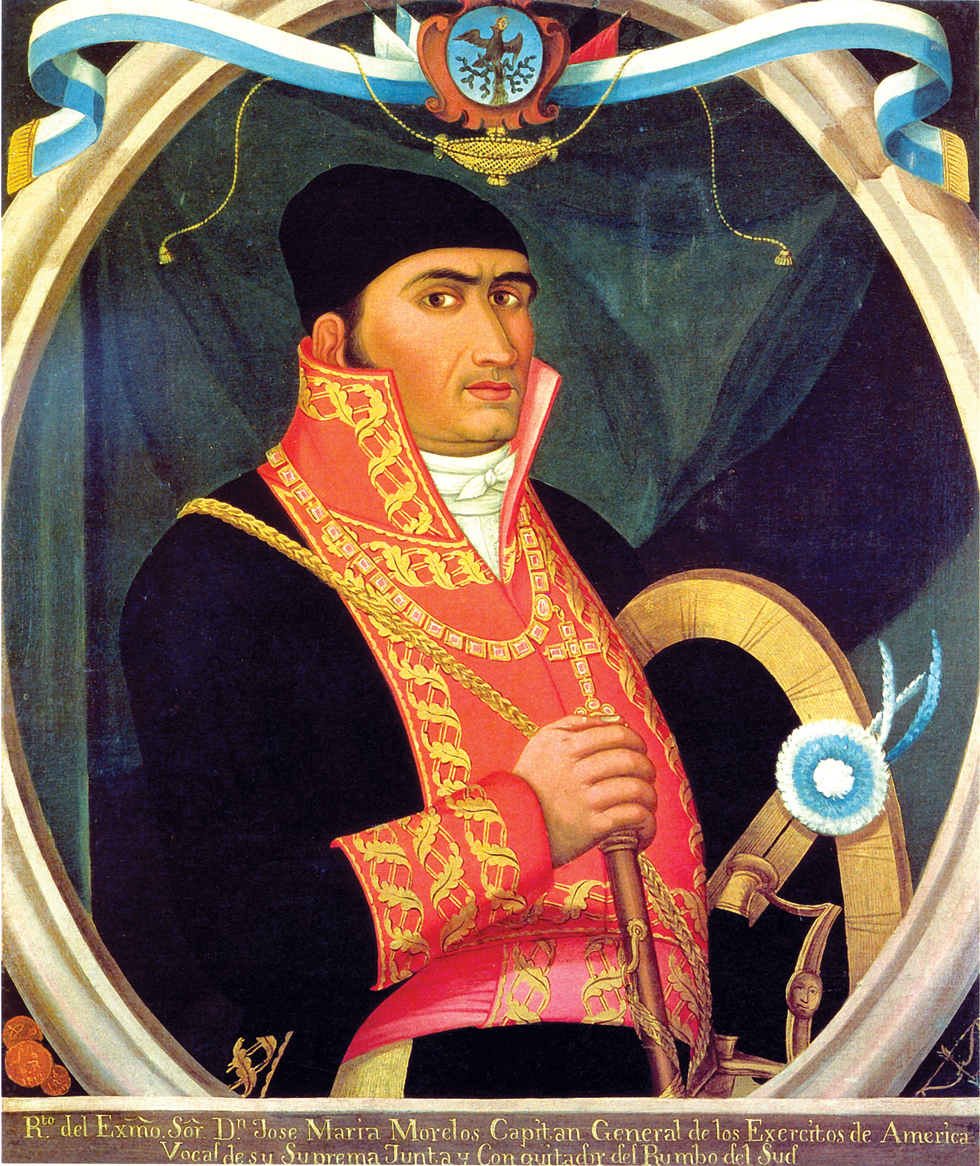
Presbítero y líder independentista mexicano José María Morelos, quien había sido el destinatario de cartas de los independentistas de San Salvador, y quien según las autoridades había enviado un emisario para el movimiento independentista

Con la detención de Miguel Delgado, y luego que el 28 de enero sus hermanos Juan y Manuel Delgado trajeran las llaves para verificar los papeles que tenía guardado en su casa, se descubriría una carta escrita al presbítero mexicano José María Morelos (que fue firmada por Miguel Delgado, Juan Manuel Rodríguez, y Santiago José Celis), un borrador del bando que pensaba publicar, y los capítulos principales de la nueva constitución que se pensaba sancionar; donde se mencionaba que el gobierno debería residir en una junta electa por el pueblo, que estaría conformada por tres individuos con el título de cónsules, donde: el primero sería general en jefe, el segundo sería ministro de gobierno, y el tercero el intendente.
Luego de finalizado el movimiento independentista, se presentaron también intentos de insurrección en otras poblaciones, por lo que se arrestaría en Chalatenango al alcalde segundo Antonio Valle, y en Usulután se capturaría a Gregorio Melara (quien estuvo presente en San Salvador en los días del movimiento) y a Juan José Mariona (originario de Ilobasco). Por otro lado, el subdelegado del partido de Cojutepeque pidió un auxilio de 25 hombres a San Vicente, para resolver los problemas que había en su territorio; y en Jucuapa, Chinameca e Ilobasco se difundieron noticias que hacían ver mal a las autoridades españolas.
Serían detenidas e interrogadas varias de las mujeres de las familias de los líderes del movimiento, lo que sería el caso de María Josefa y Teresa Arce (hermanas de Manuel José Arce), Gertrudis y Manuela Delgado (hermanas de José Matías y Miguel Delgado), y María Lorenzana (sirvienta de la casa de Manuel José Arce). Mientras que en Zacatecoluca, varios indígenas nonualcos serían movilizados por la influencia del presbítero Mariano Antonio de Lara; esos indígenas serían atacados con cuchillos, palos y piedras de las vendedoras del mercado de esa localidad, entre las que se encontraban Josefa Barahona, Micaela Jérez, y Feliciana Jérez.
El presbítero y vocal de la diputación provincial José Matías Delgado quiso ir a la intendencia para ayudar a calmar la situación, pero todas las autoridades estuvieron de acuerdo en no permitir esa petición, ya que en el hecho estaban involucrados varios de sus familiares.
El 9 de febrero, el intendente enviaría un informe al capitán general, donde daría cuenta de todo lo ocurrido durante el movimiento y los días posteriores. En dicho informe también menciona, que en los días de la insurrección había un hombre de origen mexicano llamado Manuel Vera y Rosas, que en la zona de Cuilco y Huehuetenango había utilizado el nombre de Manuel Huertas, y que se pensaba que podía ser un emisario que el presbítero Morelos había enviado desde México, y por lo cual sería capturado; así también se informaba, que en Santa Ana, a Apolinario Fuentes le ofrecieron (unos meses antes) 150 pesos por llevar una carta al cura Morelos.
En marzo el capitán general decidiría nombrar al coronel del cuerpo de artillería José Méndez de Quiroga como comandante de las milicias de la intendencia de San Salvador, y lo despacharía con un oficial de confianza y 50 soldados del regimiento fijo. Dicho contingente asumiría funciones militares y civiles; y buscaría, con el uso de la fuerza, poner en orden definitivamente el territorio de la intendencia y hacer confesar a los cabecillas del movimiento.
A finales del mes de marzo, debido a que los hermanos Aguilar continuaron mostrándose intransigentes y rebeldes en sus homilías y en su accionar como párrocos, se ordenaría su arresto; siendo confinados Nicolás y Vicente en su hacienda Toma de Agua, ubicada cerca de Quezaltepeque; mientras que Manuel se trasladaría a Guatemala, donde se mantendría dando misas hasta que en el mes de abril se decretaría su detención, siendo confinado primero en el hospital de San Pedro y luego en el hospital de Cristo.
El 17 de abril el doctor y ex síndico Santiago José Celis amanecería colgado de un pañuelo en la celda donde guardaba prisión. La versión de las autoridades sería de que él había intentado suicidarse; pero según los hermanos Francisco y Manuel Delgado, quienes lo encontraron le vieron marcas de golpes que indicaban que había sido torturado, y que posteriormente en la prisión llamaron al doctor Sánchez para que le hiciera sangrar la vena yugular para reanimarlo, pero el sangramiento excesivo le produciría la muerte.
El 18 de abril el capitán general le ordenó al intendente Peinado que cerrará más el cerco sobre Manuel José de Arce y el escribiente Mariano Fagoaga (a este último se le acusaba el haber permitido algunas tertulias en su casa). El 5 de mayo sería encarcelado Arce junto con Juan Aranzamendi y Mariano Antonio de Lara; y ese mismo día el teniente letrado Juan Miguel de Bustamante ordenaría que se declarase sospechosa toda reunión de 3 hombres, y que las rumbas y bailes concluyesen a una hora cómoda.
Además de los antes mencionados también se capturaría a: Domingo Antonio de Lara, Isidro Morales, José Rafael de Aguilar, Juan de Dios Durán, José Remigio Valle, José Victoriano Ingles, Ventura Mónico, Eustaquio Paniagua, Juan Isidoro Hoyos, Manuel de Jesús Grande, Luis Calero, José Tomás Meléndez, Rafael Zepeda, Manuel Zepeda, Clemente Mixco, Serapio Cárcamo, José Ignacio Ulloa, Ignacio de Loyola Cucufate, Francisco Argueta, Silvestre Anaya, Faustino García, Blas Candelario Mercado, Vicente Corcio, Pablo Corcio, José Escalante, Pablo Ramos Malacatero, Antonio Ruiz Grullo, Pedro Guzmán Moya, Pedro Chica, y Hermenegildo Tomasino.
El 4 de mayo el rey Fernando VII derogaría la constitución de Cádiz y retornaría al absolutismo. Los procesos contra los líderes y participantes del movimiento independentista continuarían; durante el cual es de destacar el papel de las esposas y hermanas de los líderes del movimiento, quienes buscaron defender tanto a sus esposos y hermanos como a los bienes materiales que les pertenecían y le correspondían en heredad a sus hijos, así es el caso de María Felipa Aranzamendi (esposa de Manuel José Arce y hermana de Juan Aranzamendi), Manuela Antonia Arce (esposa de Domingo Antonio de Lara y hermana de Manuel José Arce) y Ana Andrade Cañas (esposa y viuda de Santiago José Celis).
El 6 de abril de 1816, varios de los capturados le suplicarían al monarca que los liberase, ya que las autoridades se habían equivocado al considerar sus actos en una reunión como una insurrección, aunque aún continuaba el proceso para la aclaración de los hechos; sin embargo, entre ese año de 1816 y 1817 todos los capturados serían sentenciados a guardar prisión por varios años; así en el caso de Manuel José Arce, Miguel Delgado y Domingo Antonio de Lara, se les condenaría a 8 años de prisión y se les prohibiría que (después de ese tiempo) pudiesen ejercer algún cargo público.
El 27 de noviembre de 1817 el rey decretó un indulto para todos aquellos que habían sido detenidos por participar en alguna insurrección; sin embargo, tal decreto no se puso en práctica en la capitanía general de Guatemala, por lo que los capturados le escribieron al presidente-gobernador y capitán general Carlos de Urrutia y Montoya (quien había sustituido a José de Bustamante el 28 de marzo de 1818); el cual, el 4 de julio de 1818, ordenaría que se llevase a cabo el indulto, siendo en ese mes liberados los capturados por el movimiento independentista.